# ماري بلير
ماري بلير (بالإنجليزية: Mary Blair)‏ (21 تشرين الأول، 1911 – 26 يوليو، 1978)، فنانة أمريكية كانت تعرف عند مولدها باسم «ماري روبنسون» وتشتهر الآن بأعمالها الخاصة بشركة والت ديزني).أنتجت بلير أعمالها الرائعة من فن التخطيط المبدئي لأفلام مثل أليس في بلاد العجائب (Alice in Wonderland) وبيتر بان (Peter Pan) وأغنية الجنوب (Song of the South) وسندريلا (Cinderella) كما يظهر أسلوبها في تصميمات شخصيات جذب ديزني (It's a Small World) ومشهد الاحتفال في (El Rio del Tiempo) داخل الجناح المكسيكي في معرض دول العالم في إبكوت (Epcot's World Showcase)، بالإضافة إلى توليفات عدة داخل منتجع والت ديزني العالمي (Disney's Contemporary Resort). لم ينقطع نشر العديد من كتب الأطفال التي تحمل رسوماتها منذ خمسينيات القرن الماضي، مثل كتاب «أستطيع الطير» (I Can Fly) لمؤلفه روث كراوس (روث كراوس). وفي عام 1991 تم تكريم بلير ضمن برنامج أساطير ديزني (دزني ليجندز) حيث كانت من النساء الأوائل اللاتي حصلن على هذا التكريم.

## النشأة
ولدت ماري في 21 تشرين الأول (أكتوبر) عام 1911، في مدينة ماك أليستر بولاية أولاكهوما، وكانت تعرف آنذاك باسم ماري براون روبنسون، ثم انتقلت للعيش في ولاية تكساس في سن صغيرة ومنها إلى كاليفورنيا عند بلوغها 7 سنوات. وبعد تخرجها في كلية سانت جوزيف (جامعة سان هوزيه)، حصلت ماري على منحة للدراسة في معهد تشونارد الفني (Chouinard Art Institute) بلوس أنجلوس حيث كان من بين أساتذتها برويت كارتر ومرجان راشيل (مورغان راسيل) ولورانس مورفي (Lawrence Murphy). وفي عام 1934 تزوجت ماري من فنان مثلها يدعى لي إفيريت بلير (Lee Everett Blair) (1 تشرين الأول (أكتوبر) 1911 – 19 نيسان (أبريل) 1993). وكان رسام الكرتون المتحرك بريستون بلير (بريستون بلير) (1918-1994) شقيقًا لزوجها.

## السجل الوظيفي
لم يمض وقت طويل حتى شرعت ماري في العمل مع زوجها بلير في مجال الرسوم المتحركة، حيث انضما إلى استوديو أب أيوركس (أب أيوركس). وقد واصل لي عمله في استوديوهات هارمان أيزينج (Harman-Ising) قبل انضمامه في النهاية لاستوديوهات والت ديزني (والت ديزني) حيث انضمت إليه زوجته عام 1940. وقد عملت بلير لوقت قصير في الأعمال الفنية بفيلم دامبو (دمبو)، والإصدار الأول من فيلم السيدة والصعلوك (النبيلة والشارد) وإصدار ثان من فيلم فانتازيا (Fantasia) والذي لم يكتمل إلا في تسعينيات القرن الماضي.
وبعد ابتعادها عن الاستوديو لفترة وجيزة عام 1941، سافرت ماري إلى العديد من دول أمريكا الجنوبية برفقة والت وليليان ديزني وغيرهما من الفنانين في جولة بحثية ضمن سياسة حسن الجوار (سياسة حسن الجوار) التي أطلقها الرئيس فرانكلين دي روسفيلت (فرانكلين روزفلت). وخلال هذه الرحلات، صمم كل من ماري ولي أعمال التخطيط المبدئي (فن التصور) لاثنين من أفلام الرسوم المتحركة وهما سالودوس أميجوس (اهلا بالأصدقاء) والأشقياء الثلاثة (السادة الأفاضل الثلاثة) حيث تولت ماري الإشراف الفني على هذين الفيلمين.
وبعد ذلك تولت العمل في عدة أفلام مجمعة (فلم أنثولوجيا) باستثناء فيلم (عالم نلهو فيه) كما تولت العمل في فيلمين يحتوي جزء منهما على رسوم متحركة وهما أغنية الجنوب (أغنية الجنوب) وعزيز على قلبي (So Dear to My Heart). وكان مطلع الخمسينيات من القرن الماضي يعج بالأعمال في استوديو ديزني، حيث كان يتم إنتاج أفلام الرسوم المتحركة بمعدل فيلم كل عام. تولت ماري بلير تصميم الألوان في فيلم سندريلا (سندريلا) عام 1950 وأليس في بلاد العجائب (أليس في بلاد العجائب (رواية)) عام 1951 وبيتر بان (بيتر بان) عام 1953 كما يظهر أثرها الفني بقوة في التخطيط المبدئي لهذه الأفلام بالإضافة إلى العديد من أفلام الرسوم المتحركة القصيرة التي صممتها خلال هذه الفترة.
وبعد الانتهاء من فيلم بيتر بان، اعتزلت ماري العمل في ديزني وعملت كمصممة رسوم ورسوم توضيحية لحسابها الخاص، حيث أنشأت حملات إعلانية لشركات مثل شركة نابيسكو وPepsodent وMaxwell House Beatrice Foods وغيرها من الشركات. كما صممت رسوم عدة كتب من سلسلة كتب (Golden Books) التي نشرتها دار (سايمون وشوستر)، حيث لم يتوقف نشر بعض هذه الكتب، كما صممت مجموعتي «عيد الميلاد» و«عيد الفصح» لصالح (Radio City Music Hall).
وبناءً على طلب والت ديزني الذي كان يقدر حسها الدفين في مجال تصميم الألوان، بدأت ماري العمل في جناح (It's a Small World)، والذي كان مخصصًا في الأساس لصالح اليونيسيف برعاية شركة بيبسي في معرض عالم نيويورك عام 1964 (1964 New York World's Fair) والذي تم نقله إلى ديزني لاند (Disneyland) بعد إنهاء المعرض وتمت محاكاته لاحقًا في مملكة السحر (Magic Kingdom) بمنتجع والت ديزني العالمي (Walt Disney World Resort) إلى جانب توكيو ديزني لاند (Tokyo Disneyland) وديزني لاند باريس (Disneyland Paris) وهونغ كونغ ديزني لاند (Hong Kong Disneyland).
وفي عام 1967، صممت ماري الرسوم الجدارية لمتنزه مدينة Tomorrowland. كما كان يطوق رواق المدخل جداران من البلاط. وقد تم طمس الجدار الذي كان يعلو جناح Adventure Thru Inner Space بعد إجراء أعمال ترميم لهذه المنطقة من ديزني لاند عام 1987 عند افتتاح جناح Star Tours بينما ظل الجدار الثاني حتى عام 1998 عندما تم استبدال جناح Circle-Vision 360 بجناح Rocket Rods وجدار جديد للتعبير عن الطابع الجديد للمنطقة. وقد نسب لماري قيامها أيضًا عام 1968 بتصميم ألوان إصدار الفيلم من (How To Succeed In Business Without Really Trying).
كما يبقى تصميمها للرسم الجداري الذي يبلغ ارتفاعه 27 مترًا (90 قدمًا) موضع إعجاب في فندق منتجع والت ديزني العالمي (Disney's Contemporary Resort) داخل عالم والت ديزني (Walt Disney World) والذي تم الانتهاء منه قبل افتتاح المنتجع عام 1971.
وقد توفيت ماري بلير إثر إصابتها بنزيف في الدماغ في 26 تموز (يوليو) 1978.
وعلى الرغم من عدم ذيوع الفن الجميل الذي قدمته ماري خارج علاقتها بديزني وعملها كمصممة رسوم للكتب وعدم حصول ذلك على التقدير اللازم، تبقى تصميماتها الملونة والرائدة إلهامًا للمصممين ومصممي الرسوم المتحركة في العصر الحديث.

## الجوائز
تم منح ماري جائزة أساطير ديزني (دزني ليجندز) بعد وفاتها عام 1991 تقديرًا لها. كما تلقت بعد وفاتها جائزة وينسور ماكاي (وينسر مكاي) من مؤسسة (ASIFA-هوليوود) عام 1996.

## روابط خارجية
- ماري بلير على موقع IMDb (الإنجليزية)
- ماري بلير على موقع ديسكوغز (الإنجليزية)
- ماري بلير على موقع قاعدة بيانات الفيلم (الإنجليزية)